# Lago Nansi
El lago Nansi (en chino, 南四湖; pinyin, Nánsì Hú; literalmente, ‘cuatro lagos meridionales’), o lago Weishan, administrado por el condado de Weishan y situado en la provincia de Shandong en China, es el mayor lago de agua dulce del norte del país. Tiene una longitud de 120 km (N-S), una anchura de 25 km (E-O) y una superficie de 1266 km² (que lo convierten en el 11.º lago del país.
El lago está próximo a la frontera de las provincias de Shandong y Jiangsu, y desde la antigüedad juega un papel muy importante en la economía, ya que por él pasa el Gran Canal. 
Se compone de cuatro lagos conectados:Weishan (en chino, 微山湖; pinyin, Wēishān Hú), Zhaoyang (en chino, 昭阳湖; pinyin, Zhāoyáng Hú), Nanyang (en chino, 南阳湖; pinyin, Nányáng Hú), Dushan (en chino, 独山湖; pinyin, Dúshān Hú).